# Rajhrad
Rajhrad (deutsch Groß Raigern) ist eine Stadt im Okres Brno-venkov, Südmähren, Tschechien

## Lage

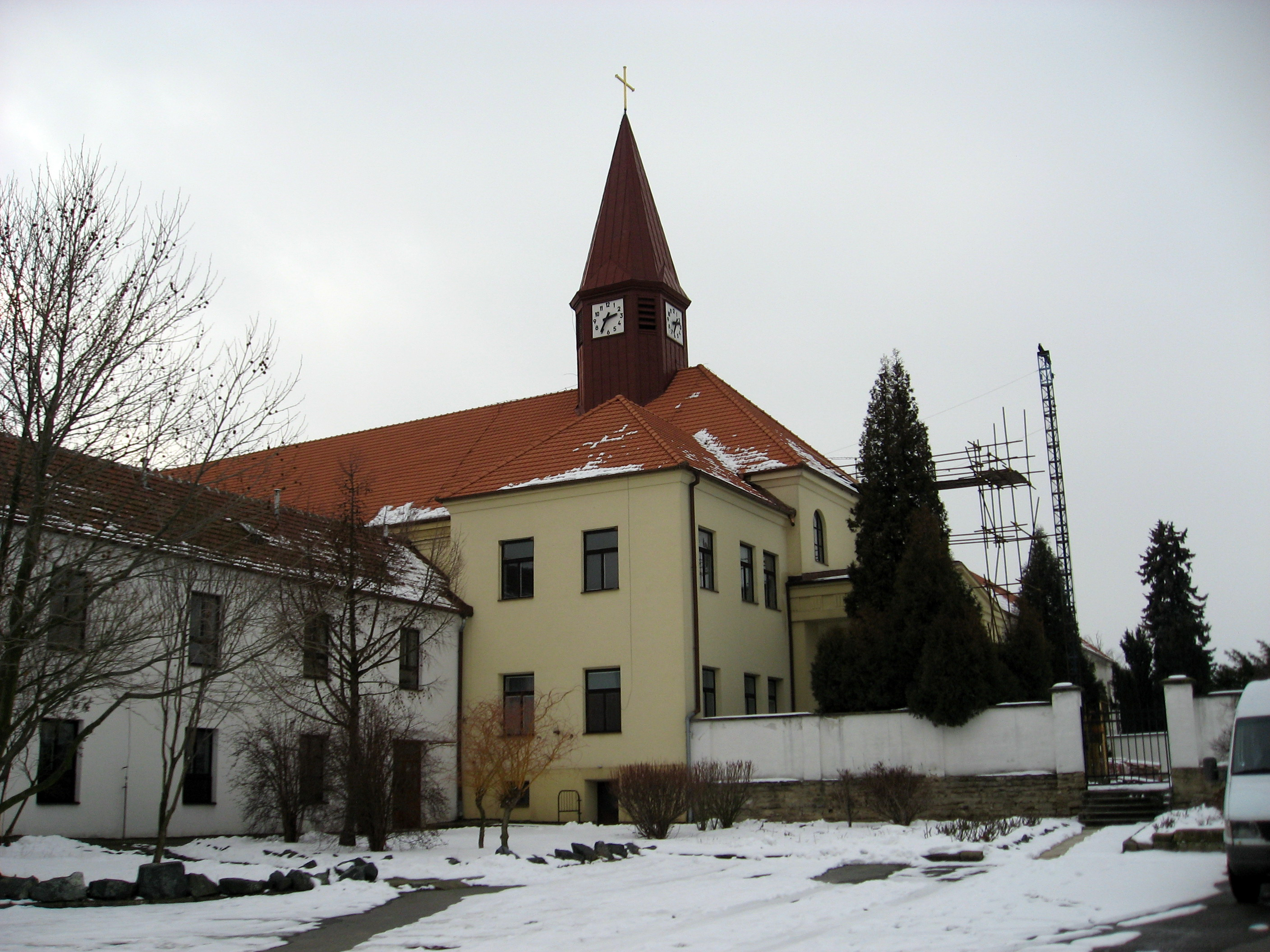
Schwesternkloster der Kongregation der Trösterinnen

Die Stadt befindet sich im Außenbezirk von Brünn etwa 12 Kilometer südlich der mährischen Hauptstadt am rechten Ufer des Flusses Svratka.

## Geschichte

### Großmährische Zeit
Im Territorium der Stadt existierte vormals eine Großfestung des Mährerreiches, die vermutlich im 9. Jahrhundert gegründet wurde. Der Burgwall soll um 985 erbaut worden sein und ist etwa einhundert Jahre später nach dem Fall des Reiches wieder von der Landkarte verschwunden. Darauf weisen auch die entdeckten Grabstätten hin. Das gegenwärtige Rajhrad ist erst nach dem Untergang dieser Siedlung entstanden.

### Gründungsphase
1031 wurde ein Benediktinerkloster Rajhrad errichtet. Erste schriftliche Hinweise auf den Ort selbst finden sich in zwei Brenauer Falsifikaten aus dem 13. Jahrhundert. Einmal ist es ein Schenkungsvertrag des Fürsten Břetislav I. vom 18. Oktober 1045. Neben der Schenkung wurde auch das Recht eines Jahrmarktes erteilt sowie das Recht Brückenzoll zu erheben. Die Gründungsurkunde vom 26. November 1048 enthält Schenkungen an das Kloster, in dem einzelne Orte aufgeführt sind.

### 13. und 14. Jahrhundert
Am 2. November 1234 wurde Großraigern vom Markgrafen Přemysl nach Deutschem Recht zum Städtchen erhoben, mit dem Recht einen sieben Tage dauernden Markt auszuüben. Der Ort war inzwischen nicht nur der Sitz einer Abtei, es ließ sich hier auch ein Frauenorden nieder, der ein Hospiz betrieb. In der Nähe wurde die Siedlung Čeladice gegründet, deren Einwohner die Aufgabe hatten, das Kloster zu beschützen. Im 14. Jahrhundert vergrößerte sich der Machteinfluss des Klosters. 1327 erhielten die Kirchenherren vom König Johann von Luxemburg auch das Recht der Gerichtsbarkeit, das neben der Erlaubnis Verhöre durchzuführen, auch das Recht der Todesstrafe enthielt. 1330 erhielt die Stadt das erste kirchliche Bauwerk. Am Platz der heutigen Friedhofskirche wurde eine Kapelle erbaut. In der zweiten Hälfte des 14. Jahrhunderts erhielten die Gemeinde und das Kloster das Braurecht. Ab Ende des 16. Jahrhunderts wurde Bier nur noch im Kloster gebraut.

### Beginn des Weinbaus
Die Tradition des Weinbaus geht in das 16. Jahrhundert zurück. Erster Hinweis auf den Anbau von Wein ist für das Jahr 1554 belegt. Damals erwarb die Gemeinde vom Kloster eine Gastwirtschaft, die sie zum Rathaus umwidmete, in dessen Kellergewölben sich Weinlager befanden, die bis heute besichtigt werden können. Unter Abt Placid Novotny wurde mit dem Bau eines Klosterweinkellers in der heutigen Štefániková ulice begonnen. Dieser wurde 1720 um einen Unterkeller erweitert und 1774 in ein barockes Press- und Lusthaus mit Laube umgebaut. 1934 wurde es abgetragen und 1960 erneuert. Zu Beginn des 19. Jahrhunderts entstand ein weiterer Großkeller. Mit dem Bau begann 1827 Josef Klein, ein Mitglied der Eisen- und Straßenbauerfamilie. In den 1930er Jahren erwarb das Kloster die Weinkeller. Daneben gab es weitere Keller, die jedoch nicht mehr erhalten sind. Bis heute blieb die Traditionsweinmarke „Rajhradské klášterní“ erhalten.

### 17. bis 19. Jahrhundert
Anfang des 17. Jahrhunderts wurde unter Abt Kotelik die erste Schule eröffnet. Erster Lehrer war 1623–1642 Václav Hanslík. Die zweite Hälfte des 17. Jahrhunderts war von reger Bautätigkeit gekennzeichnet. Das Kloster wurde renoviert und saniert, Wasserleitungen verlegt und eine klösterliche Mälzerei gebaut. Am Platz der bisherigen Kapelle aus dem Jahr 1330 bauen die Bürger eine kleine Kirche mit einem Friedhof. Die Weinkeller wurden ausgebaut und Obstbäume ausgesetzt. Im 18. Jahrhundert erfolgen weitere Umbauten im Kloster, diesmal im Stil des Barock. Durch den Ort führte nun auch die Fernstraße von Brünn nach Wien, 1760 folgte der Bau einer Steinbrücke über die Svratka, ein Jahr später begann man mit dem Ausbau des Klosterhofes. Der Pranger am Marktplatz wurde 1795 durch einen Steinbrunnen ersetzt, gespeist durch die Jahre davor erbaute Wasserleitung, deren Holzrohre 1898 durch Stahlrohre ersetzt wurden.
Das Schicksal der Bevölkerung wurde im 18. Jahrhundert oftmals schwer geprüft. Zweimal zogen Armeen durch. 1742 waren es die Preußen und 1789 russische Heere, die gegen Franzosen zogen. Hinzu kamen strenge Fröste 1771/1772, die eine Hungersnot nach sich zogen. Ende des 18. Jahrhunderts lebten in 90 Häusern 130 Familien, insgesamt 650 Einwohner.
Das Gesicht des Dorfes und des Klosters veränderte sich jedoch weiter. Es wurden neue Weinberge angelegt, die Wasserrinne zur Mühle wurde renoviert, 1827 kam der Bau der neuen, diesmal zweiklassigen Schule hinzu und in den Jahren 1838/1839 Anschluss an die Eisenbahnlinie von Wien nach Brünn. Nach dem schweren Hochwasser von 1830 wurde das östlich von Rajhrad zwischen zwei Flussarmen der Svratka gelegene Dorf Čeladice aufgegeben und seine Bewohner an der Straße nach Brünn angesiedelt.

### 20. Jahrhundert
Gleich zu Beginn des 20. Jahrhunderts gründete Müller Tomek 1902 sein Elektrizitätswerk und belieferte das Dorf bis 1934 mit Gleichstrom. Nach einer längeren Pause ging das E-Werk 1995 wieder in Betrieb. Ebenfalls zu Beginn des Jahrhunderts entstand eines der drei mährischen Waisenhäuser. Nach Gründung der Tschechoslowakei 1918 entstand 1925 eine Sporthalle, die auch als Kino und Theater diente. Die Bahnlinie wurde zweigleisig ausgebaut und an der Svratka entstand eine weitere Brücke. Während des Zweiten Weltkrieges wurden einige im Ort geborene Widerständler des Nazi-Regimes hingerichtet, andere inhaftiert oder in Konzentrationslagern zu Tode gequält. Am 25. April 1945 befreite die Rote Armee Raigern. Am 27. Oktober 2000 wurde Rajhrad zur Stadt erhoben.

## Ortsgliederung
Für die Stadt Rajhrad sind keine Ortsteile ausgewiesen. Zu Rajhrad gehört die Wüstung Čeladice (Czeladitz).

## Sehenswürdigkeiten
- Bezirksarchiv im Klostergebäude
- Schrifttumdenkmal Mähren. Das Denkmal befindet sich im Benediktinerkloster und ist der Öffentlichkeit zugänglich. Ausgestellt werden Werke und Informationen über mährische Persönlichkeiten der Literaturgeschichte. Besichtigt werden kann auch die Bibliothek mit mehr als 18.000 Büchern. Insgesamt befinden sich in der Bibliothek 65.000 Schriftstücke.
- Die Abtei Raigern gehört zu den ältesten und bedeutendsten Klöstern Mährens. Früher war das Kloster Kultur- und Bildungszentrum der Region mit einer berühmten Bibliothek mit mehr als 60.000 Bänden und kostbaren Inkunabeln sowie wertvollen Fresken.
- Kloster der Trösterinnen des göttlichen Herzens Jesu (tschechisch Kongregace sester Těšitelek Božského Srdce Ježíšova)

## Söhne und Töchter der Stadt
- Matthäus Ferdinand Sobek von Bilenberg (1618–1675), Erzbischof von Prag